# Grup de Cairns
El Grup de Cairns és un grup d'interessos de 19 països exportadors de productes agrícoles, format per Argentina, Austràlia, Bolívia, Brasil, Canadà, Xile, Colòmbia, Costa Rica, Guatemala, Indonèsia, Malàisia, Nova Zelanda, Pakistan, Paraguai, Perú, Filipines, Sud-àfrica, Tailàndia i Uruguai.

## Història i objectius

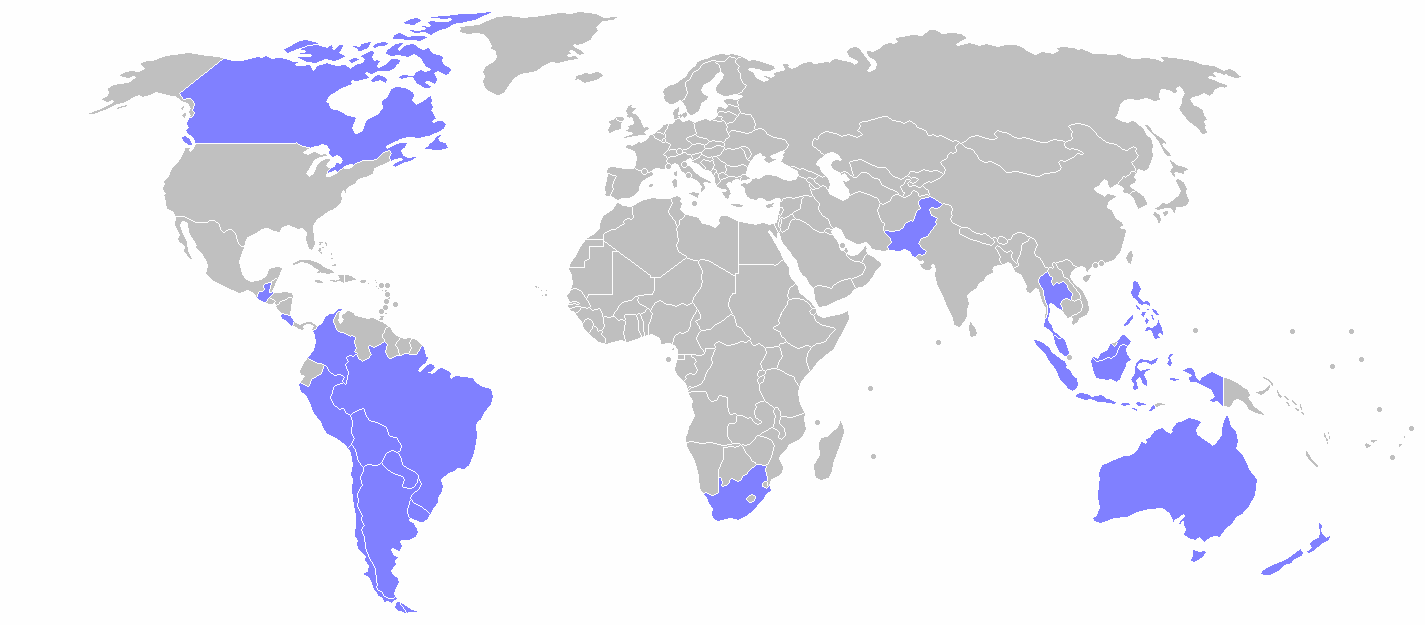
Els Estats membres del Grup Cairns

El Grup pren el seu nom de la ciutat australiana de Cairns, on va tenir lloc la seva reunió inaugural el 1986. El Govern d'Austràlia va impulsar la formació del grup, encara que alguns dels països de l'Est d'Àsia meridional havien estat treballant junts, amb anterioritat, en el foment del lliure comerç agrícola a través d'ASEAN. Austràlia és considerada el principal membre del grup.
La decisió de formar el grup va ser en gran manera una necessitat de les polítiques agroexportadores d'aquest grup d'estats, coincidents amb la pressió de les grans corporacions multinacionals del sector agroalimentariresposta, confrontades a les mesures de defensa de les agricultures més en connexió amb un programa de sobirania alimentària o sustentades sobre criteris de multifuncionalitat. Un aspecte al qual s'oposa aquest grup d'estats és a les polítiques de foment de les exportacions agroalimentàries de la Unió Europea a través de la Política Agrícola Comuna i de la política dels Estats Units Programa de Millora de l'exportació. Els esforços liberalitzadors del Comerç mundial d'aliments, cristal·litzats en el GATT, no han pogut evitar que, a la pràctica, els Estats Units es concedissin una exempció per a les seves polítiques al llarg de la dècada de 1990.
L'objectiu del Grup de Cairns és aconseguir la liberalització del comerç mundial d'aliments. En particular, els seus membres dirigiren els esforços a abolir les subvencions a l'exportació que distorsionen el comerç ("caixa àmbar"), a reduir l'ajuda interna amb mesures per als productes agrícoles i tractar de millorar l'accés als mercats per exportar productes agrícoles. La coalició intenta presentar un front comú en les negociacions comercials multilaterals a la OMC, la presentació de propostes conjuntes i de vegades impulsar el treball amb grups afins com el G20, grup de nacions en desenvolupament. Cal assenyalar que el Grup de Cairns representa, amb els Estats Units, el principal pilar polític en la desregulació del comerç d'aliments, obertament en contra dels interessos dels països més pobres que es veuen forçats a veure com els seus mercats alimentaris són literalment arrasats.

## De la Ronda Uruguai
El Grup de Cairns va aconseguir forçar l'entrada de l'agricultura en l'agenda de la Ronda Uruguai. Això va portar a l'Acord d'Agricultura. L'agricultura venia sent tabú en les negociacions del GATT (General Agreement on Tariffs and Trade) en el transcurs de les diverses rondes. Va ser la d'Uruguai, entre 1986 i 1995, la que va abordar per primer cop el tema. Les discussions se centraven sistemàticament en les relacions bilaterals UE – EUA, i les postures apareixien congelades. L'eliminació de les subvencions al comerç exterior, l'accés al mercat intern i les ajudes als agricultors han estat punts neuràlgics de les negociacions.

## Les pressions per a desregular el comerç alimentari
En el curs de la Ronda de Doha de negociacions comercials, que són l'escenari de l'esforç amb què les principals potències occidentals intenten imposar els interessos de la liberalització absoluta del comerç alimentari, hi ha hagut membres que han volgut sostenir un suport públic a l'agricultura per raons d'interès públic, aquest és el cas de la Unió Europea, Japó, Noruega, Corea del Sud i Suïssa, amb l'argument de la "multifuncionalitat"). De tota manera el veritable debat no és entre països pobres/exportadors i països rics/importadors, més aviat és a la inversa, i del que es tracta és de posar en qüestió el sistema agroexportador, basat en monocultius altament destructius, per avançar cap a una agricultura sostenible. La imposició d'una política ultraliberal en el terreny alimentari ha tengut conseqüències nefastes tant al sud com al nord i ha duit a la crisi alimentària mundial de 2007-2008.